# Medalles del Cercle d'Escriptors Cinematogràfics de 1976
La cerimònia de lliurament de les medalles del Cercle d'Escriptors Cinematogràfics de 1976 va tenir lloc en 1977 a Madrid. Va ser el trenta-dosè lliurament de aquestes medalles, atorgades per primera vegada trenta-un anys abans pel Cercle d'Escriptors Cinematogràfics (CEC). Els premis tenien per finalitat distingir als professionals del cinema espanyol i estranger pel seu treball durant l'any 1976.
Es van lliurar medalles en catorze categories, tres més que en l'edició anterior, ja que es van recuperar els premis a la millor música, a la revelació i a la pel·lícula d'art i assaig (abans denominada «de sales especials»). Les medalles van estar molt repartides, destacant La ciutat cremada, que va aconseguir tres medalles: millor actor, música i decoració.

## Llista de medalles
| Categoria                    | Premiat                            | Labor premiada       |
| ---------------------------- | ---------------------------------- | -------------------- |
| Millor pel·lícula            | El desencanto                      | Pel·lícula           |
| Millor director              | Carlos Saura                       | Cría cuervos         |
| Millor actriu                | Mònica Randall                     | Retrato de familia   |
| Millor actor                 | Xabier Elorriaga                   | La ciutat cremada    |
| Millor actriu de repartiment | María Massip                       | Colorín colorado     |
| Millor actor de repartiment  | Alberto Fernández de Rosa          | Retrato de familia   |
| Millor fotografia            | Luis Cuadrado                      | Pascual Duarte       |
| Millor música                | Manuel Valls i Gorina              | La ciutat cremada    |
| Millor decoració             | Jordi Berenguer                    | La ciutat cremada    |
| Millor guió                  | Rafael Azcona Joan Estelrich March | El anacoreta         |
| Millor pel·lícula estrangera | Barry Lyndon                       | Pel·lícula           |
| Premi revelació              | Pilar Miró                         | La petición          |
| Millor curtmetratge          | Pomporrutas imperiales             | (De Fernando Colomo) |
| Pel·lícula d'art i assaig    | Dersu Uzala                        | Pel·lícula           |